# Густав Гілберт
Густав Марк Гілберт (англ. Gustave Mark Gilbert; 30 вересня 1911, Нью-Йорк — 6 лютого 1977, Менхессет) — американський психолог, найбільш відомий своїми творами про спостереження за високопоставленими нацистськими лідерами впродовж Нюрнберзького процесу. У своїй книзі Психологія диктатури (англ. Psychology of Dictatorship), Гілберт спробував описати особистість Гітлера з точки зору психології, використовуючи для цього спогади найбільш близьких до нього генералів та командирів. Праця донині вивчається в багатьох університетах та коледжах, особливо в галузі психології.

## Нюрнберзький процес
В 1945 році, після завершення Другої Світової війни, Гілберта направили в німецьке місто Нюрнберг, як перекладача для Міжнародного військового трибуналу над німецькими військовими злочинцями. Гілберт був призначений тюремним психологом для арештованих нацистських лідерів. В ході слухань, Гілберт став довіреною особою для ряду нацистських арештантів, серед яких були Герман Герінг, Йоахим фон Ріббентроп, Вільгельм Кейтель, Ганс Франк, Освальд Пол, Отто Олендорф, Рудольф Гесс та Ернст Кальтенбруннер. Для налагодження контакту він не сказав їм, що він єврей, а також заявив, що більшість в'язнів не заперечують говорити з ним. Гілберт брав участь у Нюрнберзьких слуханнях як головний військовий американський психолог і надав підтвердження підсудності Рудольфа Гесса.
В 1946 році Гілберт повернувся до Сполучених Штатів, де продовжував займатися викладанням, науковими дослідженнями та написанням творів. В 1947 році була опублікована частина його щоденника, яка містила спостереження, здійснені протягом інтерв'ю, допитів, підслуховування та розмов з німецькими в'язнями в ході Нюрнберзького процесу. Щоденник було повністю опубліковано в 1961 році перед судом над Адольфом Ейхманом в Єрусалимі.
Відома розмова між Гілбертом та Германом Герінгом, опублікована в книзі:
Герінг: Ну звичайно, люди не хочуть війни. Навіщо якомусь бідному нечупарі з села ризикувати своїм життям на війні, коли найбільше, що він може отримати на ній, так це повернутися назад на свою ферму одним цілим? Природно, звичайні люди не хочуть війни: ні в Росії, ні в Англії, ні в Америці, ні в Німеччині. Це зрозуміло. Але, зрештою, є лідери країни, які визначають її політику і для них це завжди просте питання направити людей вперед, чи це демократія, чи фашистська диктатура, чи парламент, чи комуністична диктатура.
Гілберт: Є одна різниця. При демократії люди мають право голосу через своїх обраних представників, а в Сполучених Штатах лише Конгрес може оголошувати війни.
Герінг: Все це дуже добре, але чи є право голосу, чи немає, люди завжди можуть бути залучені до ігор своїх лідерів. Це легко. Все, що вам потрібно зробити — це сказати їм, що на них напали і звинуватити пацифістів у браку патріотизму і нараженні країни на небезпеку. Це працює однаково в будь-якій країні.

## Вибрані роботи
- 1947. Нюрнберзький щоденник (англ. The Nuremberg Diary). Farrar, Straus and Company. Нью-Йорк.
- 1948. Герман Герінг: люб'язний психопат (англ. Hermann Göring: Amiable Psychopath). Журнал ненормальної та соціальної психології (англ. Journal of Abnormal and Social Psychology), 43, 211–229.
- 1950. Психологія диктатури (англ. The Psychology of Dictatorship; Based on an examination of the leaders of Nazi Germany). The Ronald Press Company. Нью-Йорк.
- 1951. Збереження та зміна стереотипу серед студентів коледжу (англ. Stereotype persistence and change among college students). Журнал ненормальної та соціальної психології (англ. Journal of Abnormal and Social Psychology), 46, 245–254.